# DIFFER
DIFFER, het Dutch Institute for Fundamental Energy Research, is een onderzoeksinstituut van de Nederlandse Organisatie voor Wetenschappelijk Onderzoek (NWO). Het instituut richt zich volledig op fundamenteel onderzoek voor duurzame energie en wil uitgroeien tot een leidend onderzoeksinstituut met een nationaal faciliterende rol in dit veld.

## Onderzoek
DIFFER komt voort uit het FOM-instituut voor Plasmafysica Rijnhuizen, het Nederlandse centrum voor onderzoek naar kernfusie als energiebron. Naast het bestaande onderzoek naar kernfusie startte DIFFER een nieuwe onderzoekslijn rond solar fuels. In 2015 verhuisde DIFFER naar een nieuw laboratoriumgebouw op de campus van de TU Eindhoven. DIFFER werkt nauw samen met energieonderzoekers van zowel de TU/e als andere (inter)nationale onderzoeksinstellingen. 

### Kernfusie als energiebron
DIFFER is met zijn onderzoek naar plasmafysica het zwaartepunt van het Nederlandse onderzoek naar kernfusie. Wetenschappers willen deze energiebron van de zon en de sterren temmen als schone, duurzame energiebron op aarde. In internationaal verband wordt daarom gewerkt aan de bouw van de geavanceerde fusiereactor ITER in Zuid-Frankrijk, die in 2020 in bedrijf gaat. ITER is het eerste fusie-experiment dat is ontworpen om méér fusievermogen op te wekken dan de reactor zelf verbruikt en moet de technologische haalbaarheid van fusie als energiebron aantonen.
Een van de fusie-onderzoeksrichtingen binnen DIFFER draait om het samenspel van het hete plasma in een fusiereactor en de binnenwand van de machine. Om dit gedrag in kaart te brengen doet DIFFER onderzoek met de plasma-experimenten Pilot-PSI en zijn opvolger Magnum-PSI. Met Magnum-PSI heeft DIFFER een opstelling die als eerste ter wereld alle mogelijke plasmacondities bij de wand van toekomstige fusiereactoren kan opwekken. Daarmee wordt onderzoek naar erosie van wandmateriaal in ITER mogelijk vóór de machine gebouwd is.
Naast het plasma-wand-onderzoek ontwikkelt het instituut geavanceerde meet- en regelapparatuur en theoretische modellen voor het hete, turbulente plasma voor het internationale fusie-experiment ITER. Deze instrumenten sporen ongewenste turbulentie in het plasma op en sturen apparatuur aan die zulke instabiliteiten op afstand kan onderdrukken. DIFFER test zulke apparatuur bij bestaande fusie-experimenten zoals JET en ASDEX Upgrade.

### Solar fuels – duurzame energie opslaan in chemische brandstof
DIFFER doet onderzoek naar Solar Fuels, de productie van stabiele chemische brandstoffen met duurzame energie. Duurzame energiebronnen zoals zonnecellen of windmolens hebben een sterk wisselende opbrengst en produceren elektriciteit, die lastig is op te slaan. Solar Fuels zijn een methode om de opbrengst van duurzame energiebronnen op te slaan in de vorm van vloeibare brandstoffen op basis van CO2. Het onderzoek speelt zich af op het snijvlak van de natuur- en scheikunde en ging in 2012 van start.

## Relocatie naar Eindhoven
DIFFER was tot medio 2015 gevestigd in Nieuwegein. Voor betere aansluiting van DIFFER bij de academische omgeving en om meer mogelijkheden te hebben tot uitbreiding van het onderzoek verhuisde het instituut in 2015 naar een nieuw en duurzaam laboratoriumgebouw op de campus van de TU Eindhoven (TU/e). Het instituut groeide in 2016 tot 200 medewerkers.